# Vivonne
Vivonne – miejscowość i gmina we Francji, w regionie Nowa Akwitania, w departamencie Vienne.
Według danych na rok 1990 gminę zamieszkiwało 2955 osób, a gęstość zaludnienia wynosiła 72 osób/km² (wśród 1467 gmin regionu Poitou-Charentes Vivonne plasuje się na 75. miejscu pod względem liczby ludności, natomiast pod względem powierzchni na miejscu 73.).
Od 2003 uznana za Village étape.
Urodził się tu Laurent Bonnin.